# Knetmaschine
Eine Knetmaschine, auch Kneter oder fachsprachlich Mastikator genannt, ist ein technisches Hilfsmittel zur Vermischung pastöser Substanzen und zum Kneten von Teigen.
An herkömmlichen Küchenmaschinen findet man häufig sogenannte Knetaufsätze in Form gebogener, ineinander greifender Metallarme und Wellen mit schraubenförmig gestalteten Messern. Diese vermischen durch langsame Rotation die Zutaten, um u. a. Brot- und Kuchenteig oder ähnliche Teige für Backwaren in einer geeigneten Schüssel vorzubereiten.
In der professionellen Bäckerei werden spezialisierte Knetmaschinen eingesetzt. Sie haben ein Fassungsvermögen von bis zu mehreren hundert Kilogramm Mehl und einen mehrere Kilowatt starken Antriebsmotor. Der Bottich ist oft fahrbar ausgelegt, sodass eine Maschine mit mehreren Bottichen arbeiten kann. Zum Ein- und Ausfahren des Bottichs oder zu seiner Bedienung kann der Knethaken hochgeklappt werden. Beim Kneten sind Bottich und Haken mit einem Sicherheitsdeckel verschlossen: Hebt man den Deckel an, geht der Motor aus.
Der Motor lässt sich in verschiedenen Geschwindigkeiten betreiben und über eine Zeitschaltuhr steuern.

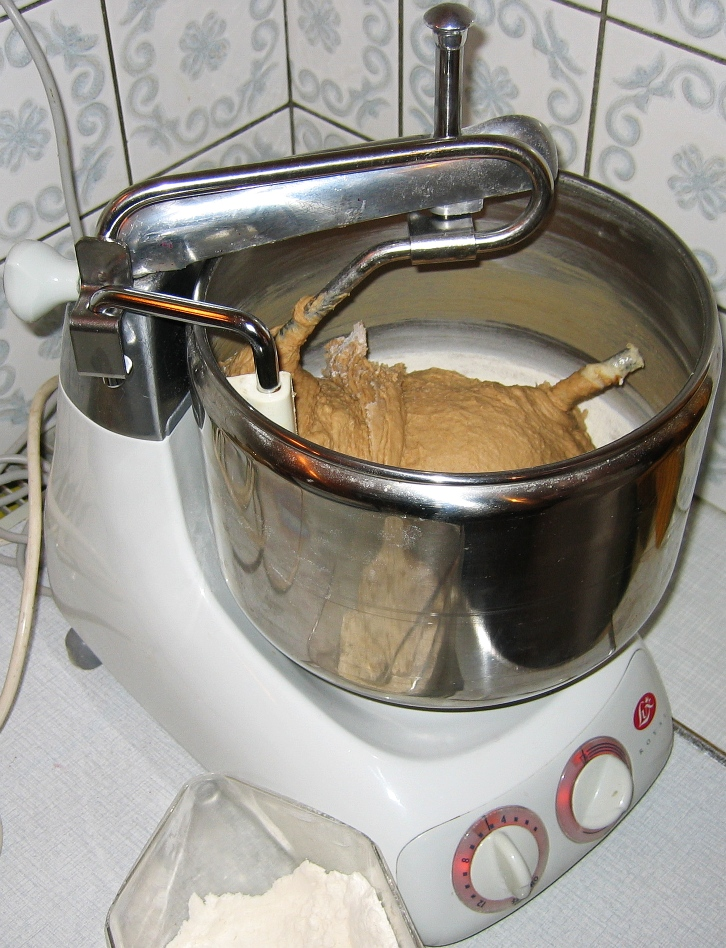
Haushaltsknetmaschine mit rotierender Schüssel beim Kneten von Brotteig
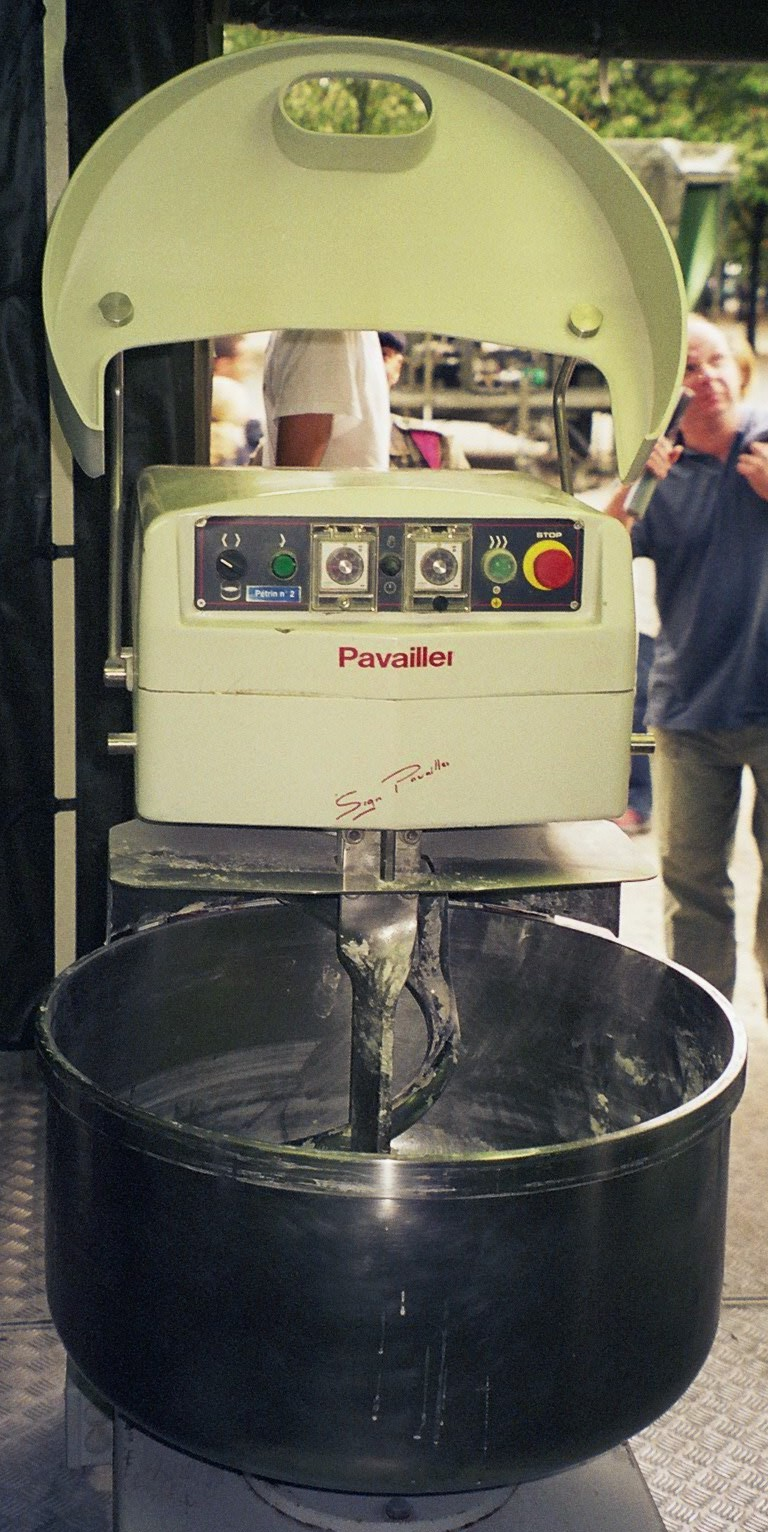
Handwerkliche Knetmaschine mit etwa 200 kg Fassungsvermögen
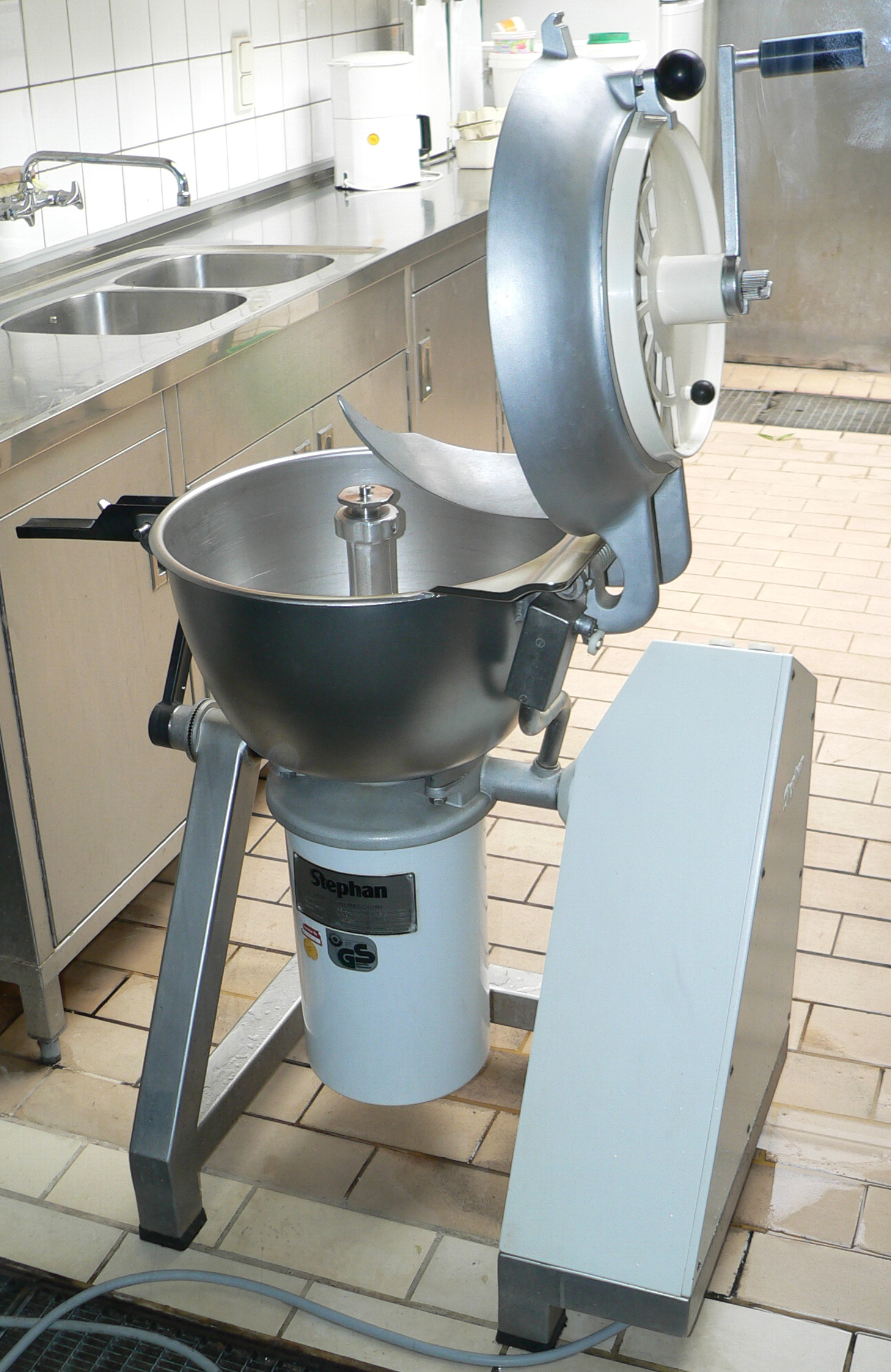
Schnellkneter der Firma Stephan